# 패멀라 리번
패멀라 리번(영어: Pamela Ribon, 1975년 4월 4일 ~ )은 미국의 소설가, 각본가, 만화 스토리 작가이다. 어린이들을 대상으로 한 동화와 만화, 회고록 등을 저술했다. 《모아나》(2016), 《스머프: 비밀의 숲》(2017), 《주먹왕 랄프 2》(2018) 등 애니메이션 영화의 각본도 썼다.

## 영화 작가 경력
- 모아나(2016)
- 스머프: 비밀의 숲(2017)
- 주먹왕 랄프 2(2018)

## 출연 작품
- 주먹왕 랄프 2: 인터넷 속으로(2018) - 백설공주 역